# Журіна Ірина Михайлівна
Журіна Ірина Михайлівна — радянська, українська та російська оперна та камерна співачка (лірико-колоратурне сопрано), народна артистка Росії (1993).

## Біографічні відомості
Закінчила Харківську дитячу музичну школу №3 у 1964 році.
1971 року закінчила Харківський інститут мистецтв ім. І. П. Котляревського (по класу Л. Юкеліс). Навчалася вокалу також у Б. Курбатової-Беспалової. Дебютувала в Оперній студії в ролі Марфи (в опері "Царева наречена" М. Римського-Корсакова).
В 1971—1975 роках — солістка Харківського театру опери та балету ім. Лисенка, де співала провідні партії, серед них Джильда в «Ріголетто», Віолетта в «Травіаті» та Оскар у "Бал-маскараді" Дж. Верді, Снігуронька в однойменній опері М. А. Римського-Корсакова, Розіна в «Севільському цирульнику» Дж. Россіні. Партію Лючиї в опері Доніцетті «Лючія ді Ламмермур» Ірина Журіна виконувала на сценах Харківського театру опери та балету та Київського оперного театру ім. Т. Г. Шевченка. Одним із її партнерів у Києві був народний артист СРСР Анатолій Солов'яненко. З ним вона співала Джильду в Софійській постановці опери «Ріголетто» Верді в 1985 році.
У 1975 році була прийнята до стажерської групи Большого театру . З вересня 1976 — солістка Большого театру, де її партнерами по сцені в різні роки були Олена Образцова, Юрій Мазурок, Хендрік Крумм, Ірина Архипова, Йорма Хюннінен, Тамара Мілашкіна, Віргіліус Норейка, Тамара Синявська, Олександр Ведерников, Галина Калініна, Зураб Соткілава, Ніна Терентьєва, Володимир Атлантов, Євген Нестеренко, Артур Ейзен, Борис Штоколов, Юрій Гуляєв, Олександр Ворошило.
З 1995 по 2008 рр. викладала в Академічному музичному коледжі при Московській консерваторії, в 2008-2009 в Російській Академії слов'янської культури.
Є професором Російського інституту театрального мистецтва ( ГІТІС ).
Очолює журі Всеросійського конкурсу вокалістів імені Галини Ковальової, вокальне відділення Всеросійського конкурсу молодих виконавців ім. Кабалевського в Самарі, член журі Всеросійського вокального конкурсу в Астрахані та конкурсу «Романсіада».

## Оперні ролі
- Церліна («Дон Жуан» Моцарта)
- Деспіна («Так роблять всі жінки» Моцарта)
- Марфа («Царева наречена» Римського-Корсакова )
- Снігуронька («Снігуронька» Римського-Корсакова)
- Царівна («Кащій Безсмертний» Римського-Корсакова)
- Птах Сирін («Сказання про невидимий град Китеж» Римського-Корсакова)
- Шемаханська цариця («Золотий півник» Римського-Корсакова)
- Царівна-Лебідь ( «Казка про Цара Салтана» Римського-Корсакова)
- Антоніда («Іван Сусанін» Глінки )
- Воглінда («Золото Рейну» Вагнера )
- Норіна («Дон Паскуалє» Доніцетті)
- Лючія («Лючія ді Ламмермур» Доніцетті)
- Лаврушка («Безрідний зять» Хреннікова )
- Жінка приємна у всіх відносинах («Мертві душі» Щедріна )
- Софі («Вертер» Массне)
- Мюзетта («Богема» Пуччіні )
- Брігітта («Іоланта» Чайковського )
- Розіна («Севільський цирульник» Россіні )
- Фраскіта («Кармен» Бізе )
- Джильда («Ріголетто» Верді )
- Віолетта («Травіата» Верді)
- Оскар ( «Бал-маскарад» Верді)
- Прилєпа («Пікова дама» Чайковського )
- Роз-Марі («Роз-Марі» Фрімля та Стоттгарта)

## Почесні звання
- Заслужена артистка РРФСР (1986)
- Народна артистка Росії (1993)

## Дискографія
- Ирина Журина. Арии. Романсы. (2LP, Мелодия, 1981, C10-16355-58)
- Irina Zhurina singt. Eine der schönsten Stimmen des Bolschoi-Theaters singt Arien und russishe Volkslieder. (2LP, Melodia / Mietfinanz, 1981, C10-16355-8)
- Русская Тройка. Государственный академический русский народный оркестр им. Н. Осипова (дирижёр Николай Калинин). Произведения в обработке Веры Городовской. Запись 1981 г. (LP, Мелодия, С20-17831-2, 1982)
- Н. А. Римский-Корсаков. Опера «Снегурочка». Александр Лазарев (дирижёр), Ирина Журина (Девушка-Снегурочка), Нина Терентьева (Весна-Красна), Георгий Селезнев (Дед-Мороз), Татьяна Ерастова (Лель, пастух), Оркестр Большого Театра СССР, Хор Большого Театра СССР, Детский хор Большого Театра СССР. Запись 1987 г. (4LP, Мелодия, А10 00429 002, 1989)
- Н. А. Римский-Корсаков. Опера «Кащей Бессмертный». 1991, Андрей Чистяков (дирижёр), Оркестр Большого Театра, Хоровая капелла имени Юрлова, Александр Архипов (Кащей), Ирина Журина (Царевна Ненаглядная краса), Нина Терентьева (Кащеевна), Владислав Верестников (Иван Королевич), Владимир Маторин (Буря-богатырь). (1992, Le Chant Du Monde, LDC 288 046, CM 201, 65’07, DDD)
- Music of the Italian Barocco in the Moscow Conservatory. Irina Zhurina (soprano), Elena Keilina (organ), Andrei Ikov (trumpet). (CD, Studio of Moscow Conservatory, 1995, SMC CD0010)

## Публікації
- Газета «За Калужской Заставой» № 37(471) 12-18 октября 2006 г. «Ирина Журина: пение не ремесло, а профессия»[недоступне посилання з квітня 2019]